# Isocladus spiniger
Isocladus spiniger là một loài chân đều trong họ Sphaeromatidae. Loài này được Dana miêu tả khoa học năm 1853.